# Anna Michajlovna Voroncova
Anna Michajlovna Voroncova, Анна Михайловна Строганова (13 aprile 1743 – San Pietroburgo, 21 febbraio 1769), è stata una nobildonna russa.

## Biografia
Figlia unica e superstite del conte Michail Illarionovič Voroncov e Anna Karlovna Skavronskaya, cugina dell'imperatrice Elisabetta, figlioccia dell'imperatrice e del Gran Principe Pietro Fedorovic.
Ricevette un'ottima educazione: parlava quattro lingue, ottima danzatrice e disegnatrice, era dotata di modi raffinati e gentili. Il 25 aprile 1754 fu nominata damigella d'onore della zarina.

## Matrimonio
Fu l'imperatrice Elisabetta ad occuparsi del futuro della sua figlioccia. Insieme al barone Sergej Grigorievitch Stroganov, decise di darla in sposa a Alexander Sergeevic Stroganov, figlio di quest'ultimo, momentaneamente all'estero. Il destino decise diversamente: 30 settembre 1756 il barone morì improvvisamente di un ictus.
Alexander ricevette la notizia durante il viaggio di ritorno e il 23 luglio 1757 arrivò a San Pietroburgo, e non si oppose al matrimonio. Il fidanzamento ebbe luogo il 20 settembre 1757, e le nozze vennero celebrate il 18 febbraio 1758, con grande solennità, alla presenza dell'imperatrice.

## Ultimi anni
Vissero felicemente, ma ben presto le vicende politiche (il rovesciamento di Pietro III) colpirono drammaticamente la loro vita familiare. Anna, come suo padre, era sostenitrice dell'imperatore, mentre suo marito fu sostenitrice di Caterina II. La coppia divorziò nel 1765.
Morì a San Pietroburgo, il 21 febbraio 1769, e fu sepolta nel cimitero del monastero di Aleksandr Nevskij.